# 인스피언
인스피언( Inspien, Inc.)은  대한민국의 데이터 보안솔루션 기업이다. 본사는 서울특별시 금천구 벚꽃로 278 509호(가산동, SJ테크노빌)에 위치해 있다. 대표이사는 최정규이다.

## 상장
2024년 10월 18일 한국투자증권을 주관사로 공모가 12,000원(희망공모가 밴드 8,000 ~ 10,000원)에 상장하였다.

## 참고 문헌
1. ↑  조남욱, 인스피언의 최정규 대표이사 “SAP 접근제어로 개인정보 유출 원천 차단”, 데일리그리드, 2014.03.05
2. ↑  권민서, '데이터 보안솔루션 기업' 인스피언, 코스닥 상장 도전, 데일리인베스트, 2024.04.11
3. ↑  윤남웅, 인스피언, 코스닥 상장 예비심사 승인...IPO 본격 착수, 포인트데일리, 2024.07.19
4. ↑  김효진, 대신증권 주관 3D 세포 이미징 기업 '토모큐브', 한투의 SAP 솔루션 기업 '인스피언', 더스탁, 2024.07.21